# Torcy-le-Grand (Aube)
Torcy-le-Grand è un comune francese di 436 abitanti situato nel dipartimento dell'Aube, nella regione del Grand Est.

## Società

### Evoluzione demografica
Abitanti censiti